# Oligosita nigriptera
Oligosita nigriptera är en stekelart som beskrevs av Yuan och Cong 1997. Oligosita nigriptera ingår i släktet Oligosita och familjen hårstrimsteklar. Inga underarter finns listade i Catalogue of Life.